# Claoxylon macranthum
Claoxylon macranthum är en törelväxtart som beskrevs av Johannes Müller Argoviensis. Claoxylon macranthum ingår i släktet Claoxylon och familjen törelväxter. Inga underarter finns listade i Catalogue of Life.